# Évêque anglican de Southwark

Armoiries des évêques de Southwark.

Pour les évêques catholiques, voir Liste des évêques et archevêques catholiques de Southwark.
L'évêque de Southwark est l'évêque de l'Église d'Angleterre responsable du diocèse de Southwark. Son siège est la cathédrale de Southwark.

## Liste des évêques de Southwark
- 1891-1905 : Huyshe Yeatman-Biggs (suffragant)
- 1905-1911 : Edward Talbot
- 1911-1919 : Hubert Burge
- 1919-1932 : Cyril Garbett
- 1932-1942 : Richard Parsons
- 1942-1959 : Bertram Simpson
- 1959-1980 : Mervyn Stockwood
- 1980-1991 : Ronald Bowlby
- 1991-1998 : Robert Williamson
- 1998-2010 : Tom Butler
- depuis 2011 : Christopher Chessun